# Religión en Egipto
Los períodos religiosos de Egipto se dividen de la siguiente forma: El primero, la religión en el antiguo Egipto. Luego el segundo período, después de la conquista romana, el cristianismo copto. Posteriormente a la conquista de Egipto por Umaribn al Jattab, inicia el período religioso islámico.

## Religión del Antiguo Egipto
Era un complejo sistema de politeístas y rituales que eran una parte integral de la sociedad egipcia antigua. Se centraba en la interacción de los egipcios con varias deidades quienes se creían en control de las fuerzas y elementos de la naturaleza. Las prácticas de la religión egipcia eran esfuerzos para proveer a los dioses y ganar su favor. La práctica formal religiosa se centró en el faraón, rey de Egipto, quien se creía que poseía un poder divino por virtud de su posición. Éste actuaba como intermediario entre su gente y los dioses y estaba obligado a sostener a los dioses a través de rituales y ofrendas para que mantuvieran el orden universal. El estado dedicaba gran cantidad de recursos para los rituales y la construcción de templos.

## Cristianismo copto
Egipto fue uno de los primeros lugares a los que se expandió el cristianismo, debido a su proximidad con Palestina. Las tradiciones cristianas indican que fue el propio apóstol San Marcos quien realizó las primeras predicaciones en tierras del Nilo. Para el siglo II, Egipto ya era mayoritariamente cristianos, si bien se mantuvieron algunos reductos politeístas hasta casi la conquista islámica. El cristianismo egipcio se separó del resto de la cristiandad en el año 451, al no estar de acuerdo con
La minoría copta ha sido tradicionalmente marginada, sin embargo con la llegada Gamal Abdel Nasser (1956-1970) y el socialismo árabe adquirieron similares derechos que el resto de la población egipcia, con la constitución impulsada por Nasser se otorgó la libertad de religión junto con protección oficial a las minorías coptas y se instituyó un estado laico.
Desde la década de 1970 tras el golpe de Estado se declaró a Egipto como país confesional. Con la llegada del siglo XXI se ha visto un incremento en los niveles de violencia entre coptos y musulmanes y en choques entre coptos y las fuerzas de seguridad. Una serie de atentados se sucedieron durante los últimos años.extensas áreas de Nubia y Sudán fueron mayoritariamente cristianas durante varios siglos, al igual que Etiopía y Eritrea. Según el Informe de Libertad Religiosa de Ayuda a la Iglesia Necesitada (ACN), los cristianos representan al año 2024 el 4,95% de los 84 millones de egipcios, es decir, algo más de 4,1 millones de personas. La mayor parte de los cristianos egipcios pertenecen a la Iglesia Copta Ortodoxa, aunque también hay una pequeña minoría católica La población cristiana se divide entre coptos y coptocatólicos. También existen pequeñas minorías de ortodoxos, cristianos armenios, católicos caldeos, Egipto alberga dos importantes instituciones religiosas. La mezquita de Al-Azhar, fundada en el año 970 d. C. por los fatimíes como la primera universidad islámica en Egipto.

## Período religioso contemporáneo
En el año 639 Umar ibn al-Jattab, conquista Egipto y comienza a expandir el islam, inicialmente respetando y conviviendo con el cristianismo y judaísmo, pero posteriormente obligando a los no musulmanes a pagar tributo o convertirse a la fe musulmana. La población de los cuales la mayor parte son musulmanes suníes.

### Ateísmo en Egipto
En Egipto el ateísmo no es reconocido por el gobierno por lo que no es fácil establecer el número de ateos en ese país, además las personas que se declaran ateas son perseguidas por el gobierno.
Los intelectuales sospechosos de mantener creencias ateas han sido procesados por las autoridades judiciales y religiosas. El novelista Alaa Hamad fue condenado por la publicación de un libro que contenía ideas ateas y apostasía que fueron consideradas una amenaza para la unidad nacional y la paz social.

### Islamismo y cristianismo en el golpe de Estado de 2013
Si bien en los orígenes de la cultura egipcia en Egipto contaban con una religión politeísta, a partir del siglo I comienza a expandirse el cristianismo de la iglesia copta. Posteriormente, en el año 639, Umar ibn al-Jattab conquista Egipto y comienza a expandir el islam suní.
Durante el gobierno de Mohamed Morsi, el congreso basó su nueva constitución en la Sharia o ley islámica, lo que acerca a Egipto a convertirse en un Estado teocrático musulmán. Esto acrecentó las presiones contra las minorías religiosas y se han suscitado diversos episodios de violencia contra los cristianos, incluyendo la quema de iglesias por parte de turbas musulmanas. A partir del golpe de Estado producido en el 2013, la represión cambió de bando, y los islamistas empezaron a ser perseguidos por el nuevo gobierno.